# Borgen Station
Borgen Station (Borgen stasjon) er en metrostation på Røabanen på T-banen i Oslo. Stationen er den, der ligger nærmest Vestre gravlund, Norges største kirkegård.
Stationen åbnede 17. november 1912. Oprindeligt lå den mellem Volvat og Heggeli, men Heggeli blev nedlagt 18. maj 1995 og Volvat 7. april 1997, så nu ligger Borgen mellem Smestad og Majorstuen.
Borgen Station blev flyttet et stykke vestpå, da Røabanen blev opgraderet til såkaldt metrostandard i 1995. Oprindeligt lå den i forlængelse af det nye krematorium på Vestre gravlund, omtrent hvor den lysregulerede fodgængerovergang er i dag.